# جاسبر فان ديجيك
جاسبر فان ديجيك (بالهولندية: Jasper van Dijk)‏ هو سياسي هولندي، ولد في 20 أبريل 1971 في نيواخاين في هولندا. حزبياً، نشط في الحزب الاشتراكي. في الانتخابات التشريعية الهولندية 2017، انتخب عضو مجلس نواب هولندا ‏ (30 نوفمبر 2006 – ).